# 판 구조론

20세기 후반의 판 구조

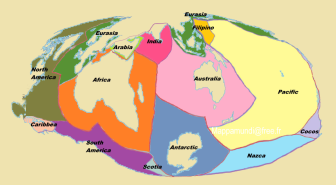
Tectonic plates (surfaces are preserved)

현대 지질학에서 구분하는 모든 세부판을 그린 지도.

판 구조론(板構造論, plate tectonics)은 대륙 이동을 설명하는 지질학 이론이다. 판구조론은 '대륙 이동설'을 설명하는 것으로부터 발전해 왔으며 현재 이 분야의 대부분의 과학자들이 판 구조론을 받아들이고 있다. 판 구조론에 따르면 지구 내부의 가장 바깥 부분은 암석권(lithosphere)과 연약권(asthenosphere)의 두 층으로 이루어져 있다. 암석권은 지각과 식어서 굳어진 최상부의 맨틀로 구성되며, 그 아래의 연약권은 점성과 유동성이 있는 맨틀로 구성된다. 수백만 년 이상의 시간 동안 맨틀은 극도로 점성이 높은 액체와 비슷한 행동을 보이지만, 지진파의 전파와 같이 짧은 시간 동안 가해지는 힘에 대하여서는 탄성체와 같은 행동을 보인다.
암석권은 연약권 위에 떠 있다. 암석권은 판이라고 불리는 몇 개의 조각으로 나뉘어 있다. 10개의 주요 판으로는 아프리카판, 남극판, 오스트레일리아판, 유라시아판, 북아메리카판, 남아메리카판, 태평양판, 코코스판, 나즈카판, 인도판이 있다. 이들과 더불어 다수의 작은 판들은 서로 움직이면서 수렴 경계, 발산 경계, 보존 경계의 세 종류의 경계를 형성한다. 지진, 화산, 조산 운동, 해구 등은 거의 판의 경계를 따라서 일어난다.
판구조론은 서로 다른 두 학설로부터 시작되었는데, 20세기 초반에 인식되기 시작한 대륙 표이설과 1960년대 들어서 알려지기 시작한 해저 확장설이다. 판구조론은 1960년대 후반부터 발달하였는데, 그 후 지구과학의 혁명을 일으키며 거의 모든 과학자들에게 받아들여졌다. 이것은 화학의 주기율표, 생물학의 유전 코드의 발견, 그리고 물리학의 양자역학에 비견되는 혁명적인 이론으로 받아들여진다.

## 이론의 발달
19세기 말에서 20세기 초반까지 지질학자들은 지구 표면의 주요한 형태들은 고정되어 있다고 생각했다. 이를테면 조산대의 형성은 지각의 수직방향 운동인 지향사 이론을 통하여 설명했다. 이미 1596년에 대서양의 양 해안선이 비슷해서 양쪽이 한 때는 붙어있지 않았을까하는 생각이 있기도 했다. 20세기 초엽까지 이러한 겉보기 상의 상보성을 설명하기 위한 많은 이론이 제시되었지만, 지구가 고체라는 이유로 많은 제안들은 설득력이 떨어졌다.
1895년 이전까지 지구의 나이를 계산하는 방법은, 지구 표면의 흑체 복사를 가정한 냉각속도 계산을 통해서 이루어졌다. 그러나 그 해 방사성 원소와 그에 따른 열복사가 발견되면서, 지구의 나이를 계산하는 방법에 대한 재논의가 시작되었다. 이전의 계산방법으로는 지구가 작열상태에서 시작한다 하더라도 수천만 년 안에 현재의 온도로 내려간다. 새로운 열원을 도입하자, 과학자들은 지구의 나이가 이전에 생각했던 것보다 훨씬 오래되었으며, 핵은 아직도 액체상태로 남아있을 만큼 충분히 뜨거울 수 있다는 것을 알게 되었다.
판구조론은 알프레드 베게너가 1912년에 발표한 대륙이동설에서 발전해 나갔다. 그는 1915년에 발표된 그의 저서 《대륙과 해양의 기원》(Die Aufstehung der Kontinente und Ozeane)에서 자신의 이론을 더욱 확장시켰다. 베게너는 지구의 대륙은 한 때 하나의 큰 대륙이었다가 찢어졌다고 제안했다. 이에 의하면 지구의 대륙은 핵에 붙어있는 것이 아니라 빙산과 같이 떠다니게 된다. 대륙은 상대적으로 밀도가 낮은 화강암질로 되어있고, 따라서 밀도가 높은 현무암질의 해양지각 위를 떠다닐 수 있다는 것이다. 그는 대륙이동의 원동력을 태양과 달의 조수력이라고 설명하였는데, 실제로 태양과 달의 조수력은 대륙을 움직이기에는 너무나 미약하다. 그렇기에 그의 제안은 자세한 증거와 대륙의 움직임을 설명할 수 있는 충분한 원동력이 제시되지 않았기 때문에 널리 받아들여지지는 못했다. 지구가 고체인 지각과 액체상태의 핵을 가질 수는 있겠지만, 지각의 일부가 움직일 수 있는 방법은 없는 것처럼 보였다. 후에 영국의 지질학자 아더 홈즈는 판의 경계는 바다 밑에 있을 수 있다고 제안하여 베게너의 이론을 뒷받침했다. 그리고 1928년에는 대륙 이동의 원동력으로 맨틀 안에서의 대류를 제시하였다.
판이 움직인다는 첫 번째 증거는 해저의 지각에 남아있는 잔류지자기의 방향이 시대에 따라 변화한다는 발견에서 나왔다. 1956년에 타즈마니아에서 있었던 심포지엄에서 이 사실이 처음으로 발표되었다. 최초에는 지구가 팽창하고 있다는 방향으로 생각되었으나, 곧 해령에서 생긴 암석이 해구에서 지구속으로 소멸함을 알게 되어 지구가 팽창한다는 부분이 수정되었다. 이로써 베게너의 이론이 과학계에서 전반적으로 받아들여지게 되었다. 뒤이은 해리 헤스와 론 매이슨에 의한 해저 확장과 지자기 역전 사이의 관계에 대한 연구는 해령에서 암석이 형성되는 기작을 정확하게 설명하였다.
해령 양쪽에 평행하고 대칭을 이루는 무늬가 발견되자 판 구조론은 짧은 시간안에 널리 받아들여지게 된다. 동시기에 있었던 삽입대에 대한 지진파 영상화기술의 발전과 다른 지질학적인 증거들을 통해서 판구조론은 뒷받침 되었고, 곧 엄청난 설명력과 예측력을 지닌 이론이라는 것이 입증되었다.
심해저평원에 대한 연구는 판구조론 발전에 중요한 역할을 했다. 1960년대에 들어 해양지질학이 빠른 속도로 발전하기 시작했다. 때맞춰 판구조론은 1960년대 후반에 발전하면서 지구과학 분야의 모든 과학자들이 이 학설을 받아들였다. 판구조론은 지구과학계에 혁명을 가져왔고, 거의 대부분 분야의 지질학적 현상을 설명할 수 있었다. 뿐만 아니라 고지리학과 고생물학에도 영향을 주었다.

## 핵심 원리
지구 내부를 암석권과 연약권으로 구분하는 것은 역학적 성질의 차이 때문이다, 암석권은 온도가 더 낮고 더 단단한 반면 연약권은 온도가 더 높고 역학적으로 약하다. 위와 같은 구분을 지구 내부를 핵, 맨틀, 지각으로 나누는 화학조성에 따른 분류와 혼동해서는 안 된다. 판 구조론의 핵심 원리는 암석권이 서로 구분되는 몇 개의 판으로 구분되어 있고, 이것이 유체와 비슷하게 행동하는 연약권 위를 떠다닌다는 것이다. 상대적으로 유체와 비슷하게 행동하는 연약권 때문에 판들이 서로 다른 방향으로 움직일 수 있는 것이다.
하나의 판은 판의 경계에서 다른 판과 만난다. 판의 경계에서는 지진 같은 지질학적 사건이나 산맥, 화산, 해구와 같은 지형적 특징이 생기는 경우가 많다. 세계에서 가장 활발한 화산들은 판의 경계에 존재하고 있으며 특히 태평양 주변의 환태평양 조산대에서 일어나는 현상이 활발하며 널리 알려져있다. 판의 경계에 대하여서는 나중에 설명한다.
판은 대륙지각과 해양지각을 포함하며, 하나의 판에 둘 모두가 존재하기도 한다. 예를 들면 아프리카판은 대륙과 대서양, 인도양의 해저 부분을 포함하고 있다. 판에는 일반적으로 대륙지각과 해양지각 아래 맨틀의 최상부 부분이 포함되며 이 모두를 묶어서 암석권이라고 한다.
해양지각과 대륙지각을 구분하는 기준은 구성물질의 밀도차이이다. 해양지각은 대륙지각보다 무거운데 그 이유는 구성 원소의 차이 때문이다. 해양지각은 무거운 원소들(흔히 고철질 원소)이 대륙지각보다 더 많다. 대륙지각에는 가벼운 원소들(규장질 원소)들이 더 많다. 그 결과 해양지각은 대체로 해수면 아래에 위치하게 되고 그 대표적인 예가 태평양판, 필리핀판이다. 반면에 대륙지각은 해수면 위에 위치하게 된다. 자세한 원리는 지각평형설을 통해 설명한다.

## 판 경계의 종류

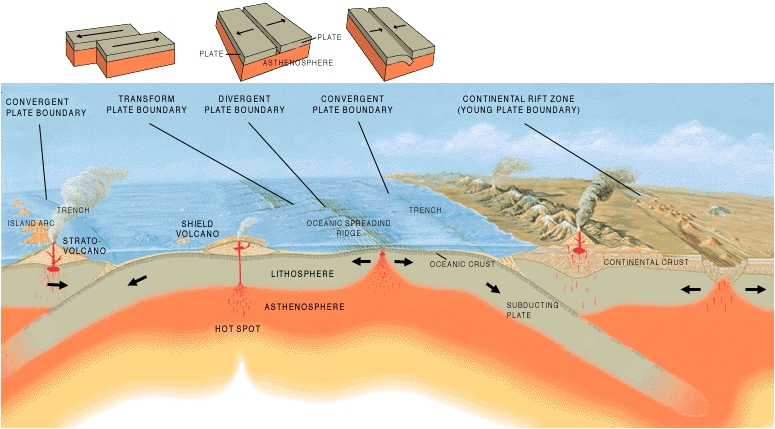
판 경계의 세 유형

판의 경계는 판이 상대적으로 움직이는 방향에 따라 세 종류로 구분한다. 각 종류마다 특징적인 현상을 표면에서 볼 수 있으며, 세 가지 판의 경계는 다음과 같다.
1. 보존경계는 두 판이 스치면서 지나쳐 가는 곳에서 생긴다. 판의 경계에서는 변환단층이 생긴다. 두 판의 상대적인 움직임은 우수향 또는 좌수향이다.
2. 발산경계는 두 판이 벌어져서 멀어져 가는 곳에 생긴다. 중앙 해령(예를 들면, 대서양 중앙 해령)과 단층의 활동 지역(예를 들면, 아프리카의 그레이트 리프트 밸리)은 모두 발산 경계의 예이다.
3. 수렴경계는 두 판이 모이는 곳에서 생기며 이때 생기는 공간문제를 해결하기 위해 밀도가 높은 쪽이 지구 내부로 들어가는 삽입을 보이거나 조산대를 형성한다. 심해의 해구는 전형적으로 판의 소멸 지역에 만들어진다. 소멸되는 판은 가열된 물을 방출하는 함수 미네랄을 함유하고 있다. 이 물은 화산 활동을 일으키며 맨틀을 녹게 한다. 그 예로는 서부 아메리카의 안데스 산맥과 일본 호상 열도가 있다.

판의 경계선끼리 만나는 곳을 트리플정션(Triple junction:삼중합점)이라고 하며, 이곳에서는 모이는 판 경계의 종류에 따라 복잡한 현상이 벌어진다.

### 보존경계
변환단층을 따라서 나타나는 좌수향 또는 우수향의 움직임은 지표에서도 쉽게 관찰할 수 있다. 판 사이의 마찰력 때문에 두 판은 간단히 스쳐 지나가지만은 않는다. 대신에 두 판 사이에 응력이 누적되게 되고, 누적된 힘이 마찰력보다 커지게 되면 변환단층에서는 그동안 축적해 온 잠재에너지를 지진의 형태로 방출하며 단층을 따라서 움직임이 일어나게 된다.
보존경계를 따라 발달한 변환단층의 좋은 예가 산안드레아스 단층인데, 산안드레아스 단층대는 북미대륙 서해안을 따라 발달한 복잡한 단층 시스템을 일컫는 말이다. 이 곳에서는 태평양판이 북아메리카 판에 대하여 북서쪽으로 일년에 5 cm 정도의 속도로 서로 스쳐지나가고 있다. 현재 산안드레아스 단층 서쪽에 있는 캘리포니아의 일부는 먼 미래에 알래스카 부근까지 북상하게 될 것이다. 또 다른 변환단층의 예로는 뉴질랜드의 알파인 단층과 터키의 북아나톨리아 단층이 있다. 변환 단층은 해령의 축이 서로 어긋나 있을 때 그 사이를 잇는 부분에서도 발견된다. 캘리포니아 앞바다의 멘도치노 파쇄대는 이러한 변환단층의 연장선에 있다.

### 발산경계

발산경계에서는 두 판은 서로 멀어져간다. 그 벌어지는 틈새는 새로운 지각물질로 채워지는데, 이들은 아래에 있는 맨틀의 부분용융의 결과물이다. 발산경계가 새로 생겨나는 곳은 열점과 관련있다고 생각된다. 발산경계의 기원이 되는 열점의 아래에서는 엄청난 양의 뜨거운 연약권의 물질들이 대류를 통해 상승하고 있고, 또 암석권 바로 아래의 연약권 물질들은 그 위의 암석권을 찢어버릴 수 있을 만큼의 충분한 운동에너지를 가지고 있다고 여겨진다. 대서양 중앙 해령을 생성을 촉발시킨 열점은 현재 아이슬란드에 있다. 대서양 중앙 해령은 한 세기에 수 cm 정도의 속도로 벌어지고 있다.
해양판의 발산경계와 대륙판의 발산경계는 서로 다른 양상을 보인다. 해양판의 발산경계는 대서양 중앙 해령이나 동태평양 해팽과 같이 해령을 중앙으로 발산하는 형태를 보인다. 대륙판의 발산경계로는 동아프리카 대지구대가 대표적이다. 발산경계는 해양지각 시스템에서 거대한 단층대를 수반하기도 한다. 해령의 축은 연속적인 곡선을 이룰 수 없다. 공간 문제가 발생하기 때문이다. 때문에 해령은 짧은 평행한 조각들이 거기에 수직인 변환단층을 통해서 연결되어있는 형태를 보이게 된다. 바다에서 나는 천발지진들은 해령의 축이나 이런 변환단층에서 일어나게 된다. 해양판이 발산함에 따라 예전에 변환단층이었던 곳이 해령 축 넘어로 이동하게 되면 더 이상 활동하지 않고 단지 예전의 불연속적인 흔적만 남게 되는데, 이를 파쇄대라고 한다. 몇몇 파쇄대에는 이름이 붙어있기도 하다. 해령에서 멀어지는 해양판은 열전도를 통하여 온도가 낮아지고, 밀도는 상대적으로 높아진다. 지각 평형설에 따르면 밀도가 높은 지각은 얇아도 되므로 그 표면은 상대적으로 낮은 곳에 위치하게 되고, 따라서 바다의 깊이는 깊어진다.
해저확장이 밝혀지게 된 핵심 지형이 해령이다. 비행기에 장착된 지자기 탐사 기록을 통해서 해령을 축으로 하여 양쪽의 지자기 역전 기록이 대칭임을 알게 되었다. 그 무늬가 매우 일관성있게 나타났고, 양쪽은 매우 높은 대칭 합치도를 보여주었다. 과학자들은 자기 역전에 대하여 공부하고 있었고, 둘 사이의 관계를 맺을 수 있게 되었다. 지자기 역전의 띠는 지구의 지자기 역전과 직접적인 관계를 맺고 있었던 것이다. 이 사실은 해저 암석의 연대를 측정함으로써 더욱 더 명백해졌다. 지자기 역전 띠의 간격은 해양 지각의 발산 속도와도 밀접한 관계가 있었던 것이다.

### 수렴경계
수렴경계의 양상은 충돌하는 두 암석권의 종류에 따라 달라진다. 밀도가 높은 해양판이 밀도가 상대적으로 낮은 대륙판과 충돌하는 경우, 일반적으로 해양판이 대륙판 아래로 섭입하면서 형성한다. 지표에 나타나는 지형적 특징으로는 해양판 쪽에는 판의 경계를 따라 해구가 나타나고, 대륙판 위에는 해구와 나란한 방향으로 화산들이 줄지어 생긴다. 대륙판과 해양판이 만나서 섭입되는 곳의 좋은 예로는 남아메리카 대륙 서해안에서 나즈카 판이 남아메리카판 아래로 섭입하는 경우를 예로 들 수 있다. 이 과정에서 섭입되는 해양판 위에 있는 맨틀이 녹아 마그마가 생기게 되는데, 이들은 해양판으로부터 휘발성 물질을 공급받았기 때문에 녹을 수 있는 것으로 생각된다. 해양판이 섭입 온도가 높아지기 때문에 원래 공극이 많던 해양지각에 포함되어있던 물을 주성분으로 하는 휘발성 물질들이 삐져 나오게 한다. 휘발성 물질들이 삽입되는 해섭 위에 있던 맨틀에 공급되게 되면, 맨틀의 녹는점이 낮아지면서 휘발성 물질이 많이 녹아있는 마그마가 생기게 된다. 이들 마그마가 상승하여 지표에 닿아 화산활동을 일으키게 되는데, 녹아있는 휘발성 물질 때문에 화산 활동의 양상은 매우 폭발적이게 된다. 대륙지각과 해양지각이 만나는 경계는 선 모양이기 때문에 수렴경계에 수반되는 화산활동 역시 판의 경계에 평행하게 발달하게 된다. 남아메리카대륙 서해안의 안데스 산맥이 남북으로 길게 뻗어있는 것은 판의 수렴에 의한 화산활동에 의하여 많은 화산들이 발달하였기 때문이다. 비근한 예는 북아메리카대륙의 캐스케이드산맥에서도 발견된다. 이 곳에 있는 화산들은 활동기(期)과 휴식기가 반복되는데, 활동기의 초기에는 유리질의 화산재와 부석 종류를 분출하다가 나중에는 마그마가 분출되어 화산이 커지는 패턴을 따른다.

해양판-대륙판
대륙판-대륙판
해양판-해양판

두 대륙지각이 충돌하는 경우에는 두 판이 모두 압축되거나 한쪽 판이 다른 판 아래나 때때로 판 안으로 들어가게 된다. 어떤 경우에나 거대한 산악지대를 형성하게 된다. 가장 극적인 효과는 인도 판의 북쪽 경계가 유라시아판의 아래쪽으로 섭하는 히말라야산맥과 티베트고원지대에서 볼 수 있다. 이 충돌로 인해서 아시아 대륙이 충돌의 동쪽과 서쪽 모두에서 변형되고 있다.
해양판과 해양판이 충돌하는 경우 특징적인 지형은 한 판이 다른 판 아래로 섭입하면서 만들어 내는 호상 열도와 해구이다. 호상열도는 섭입은 해양지각의 휘발성 물질들로부터 생긴 마그마로부터 생긴 화산들로 구성된다. 탁구공의 한쪽을 눌러 찌그러뜨리면 변형을 받는 부분은 둥근 모양을 이루게 되는 것과 같은 이치이다. 깊은 해구가 호상열도 앞에 생기게 된다. 여기에서는 한 해양판이 다른 해양판 아래로 섭입하기 시작하는 곳이다. 이런 형태의 수렴경계의 좋은 예로는 일본 열도와 알류샨 열도가 있다.
판은 비스듬히 충돌하는 경우가 있을 수 있는데, 이 경우에는 섭입과 더불어 주향 이동 단층이 충돌대를 따라 동시에 생기기도 한다.
모든 판의 경계들이 쉽게 결정되는 것은 아니다. 어떤 경우 판의 경계는 넓은 폭을 보이기 때문에 과학자들이 형태를 결정하는 데에 어려움을 겪기도 한다. 이러한 좋은 예로는 지중해-알프스 경계가 있다. 여기에는 두개의 큰 대륙판과 몇 개의 작은 판들이 엮여 있다. 더하여 대륙판의 경계가 대륙의 경계와 일치하지는 않는다. 북아메리카 판은 북아메리카 대륙 말고도 극동시베리아와 동북일본을 포함한다.

#### 전호와 배호
바다 쪽에 있는 수렴형 경계인 해구와 화산 열도 사이의 지역을 전호(fore-arc)라 하고, 침강하는 판 위쪽의 다른 판이 늘어나고 얇아지면서 맨틀이 위로 솟아올라 생기는 것이 배호(back-arc)분지이다.

## 원동력
판이 움직일 수 있는 이유는 두가지이다. 첫 번째는 해양판이 상대적으로 무겁기 때문이고, 두 번째 이유는 연약권의 역학적 연성 때문이다. 맨틀에서의 열방출은 판 구조운동의 근본적인 에너지 원천이다. 아직 논쟁이 남아있기는 하지만, 현재 받아들여지기로는 섭입대에서 가라앉는 해양지각의 상대적으로 높은 밀도가 판을 움직이는 가장 중요한 원동력이다. 해령에서 처음 생기는 해양지각은 아래에 있는 연약권보다 가볍다. 하지만 시간이 지남에 따라 전도에 의해 열을 방출하고 두꺼워지기 때문에 점차 무거워진다. 두꺼워지고 무거워진 암석권은 해구에서 연약권아래의 맨틀 심부로 가라앉을 수 있게되고, 판 운동의 대부분의 동력이 된다. 연약권이 약하기 때문에 판이 연약권을 뚫고 삽입대 안으로 들어갈 수 있다. 삽입이 판 운동의 가장 강한 원동력이기는 하지만, 유일한 에너지원이라고는 말할 수 없는데, 북미판이나 유라시아판과 같이 해구가 없는 데로 움직이는 판들이 있기 때문이다. 판 운동의 원동력은 지구과학자들 사이에서 아직 집중적인 연구와 토론의 주제이다.
지진파단층기법은 같은 깊이의 맨틀일지라도 지진파 진행속도에 불균질성이 있음을 보여준다. 이러한 변이들은 크게, 물질, 광물, 열분포의 불균일 때문이다. 물질의 차이라는 것은 암석을 이루는 화학적 구성이 불균일함을 의미하고, 광물의 불균일성은 광물 구조가 곳에 따라 다름을 의미한다. 그리고 열분포에 따라서 물질의 팽창과 수축이 지역에 따라 다를 수 있다. 이러한 불균일성은 맨틀이 대류하고 있음을 보여준다. 어떻게 맨틀대류가 암석권의 역학적 움직임에 직간접적으로 영향을 주는가 하는 것은 지구동력학의 연구주제이다. 어떻게든 맨틀의 에너지가 암석권에 전달되어 역학적 에너지로 전환되어야한다. 필수적으로 두 종류의 힘이 영향을 미치는 것으로 생각되고 있다. 마찰력과 중력이다.

### 마찰력
기저견인상부 맨틀의 대규모 대류는 연약권에 전달되고, 연약권과 암석권 사이의 마찰력에 의해 움직임이 일어난다.
판흡입하강하는 맨틀대류가 판을 잡아당기는 힘이다.

### 중력
낙차판 운동은 위치가 높은 해령에서 시작된다. 해령에서는 뜨거운 맨틀물질의 부분용융에 의해서 새로운 해양판이 형성되는 고로, 해양지각은 시간이 지날수록 식어가고 두꺼워지게 된다. 또한 해령에서 멀어지게 된다. 식은 해양판은 연약권보다 무겁고, 시간이 지날수록 두꺼워지게되므로, 지각평형설에 의해 압력을 보상하기 위해서 가라앉는다. 따라서 해령에서 해구로 갈수록 약간의 표고차이가 생기게 된다. 해령에서는 장력을 받게 된다. 해령에서는 장력이 우세하므로, 일반적으로 사용되는 “리지푸시(ridge push)”라는 용어는 잘못된 것이다. 중력에 의해서 활강한다고 보는 것이 더 타당하다.
슬랩풀(Slab-pull)밀도차이로 인해 섭입하는 해양판이 끌어당기는 힘이 판구조운동을 일으키는 가장 큰 힘이다. 초기에는 맨틀의 대류가 직접적으로 판을 움직이는 것으로 생각하는 모델도 있었으나, 현재는 연약권이 기저견인 같은 직접적인 마찰력을 일으킬 수 있을만큼 강하지 못하다고 생각되고 있다. 근래의 모델들은 해구에서의 흡입역시 중요한 역할을 하고 있음을 보여준다.
VLBI와 GPS 등을 이용한 판 움직임을 관찰하면, 경계에 해구를 가지는 판이 그렇지 않은 판에 비해 월등히 빠른 속도로 이동하고 있음을 알 수 있다. 서태평양에서 해구로 삽입하는 태평양판은 해구에 연해있지 않은 대서양의 해저가 움직이는 속도보다 월등히 빠르다.
삽입이 없는 판의 움직임의 원동력을 설명하는 것은 활발한 연구주제 중의 하나이다.

### 외력
판구조론의 아버지라 할 수 있는 알프레드 베게너는 판구조운동의 원동력으로 달이 작용하는 조석력을 제안했었다. 그러나 해럴드 제프리는 판을 움직이는 데 필요한 달의 조석력이라면, 지구의 자전을 오래전에 이미 멈추었을 것임을 계산으로 보였다.
최근에 또 다시 달의 조석력이 판구조운동의 서쪽방향 성분을 설명한다는 연구가 제시되었지만, 조석력과 판구조운동과의 관계는 논쟁중이다.

## 판 구조론의 정립
1. 변환 단층의 발견: 윌슨은 해령의 열곡과 열곡이 어긋난 구간에서 천발 지진이 활발하게 발생하는 것을 발견하고, 이 구간을 변환 단층이라고 하였다. 윌슨은 변환 단층이 형성되는 이유를 맨틀 대류의 상승부인 해령에서 생성된 해양 지각이 확장될 때, 변환 단층의 양쪽에 있는 해양 지각이 반대 방향으로 이동하기 때문이라고 설명하였다.
2. 판 구조론의 정립
  - 판 구조론의 정립: 해저 확장설이 발표된 이후 심해 퇴적물의 두께와 해양 지각의 연령 분포, 베니오프대, 해저 고지자기 줄무늬 분포, 변환 단층 등 여러 가지 현상을 통합적으로 설명하려는 연구가 이루어지면서 판 구조론이 출현하였다.
  - 판 구조론: 지구의 표면이 크고 작은 여러 개의 판으로 구성되어 있으며, 이들의 상대적인 운동에 의해 화산 활동, 지진 마그마의 생성, 습곡 산맥의 형성 등 여러 가지 지질 현상이 일어난다는 이론이다. 판 구조론은 1969년대 말에 공식화되었으며 현재는 거의 보편적인 사실로 받아들여지고 있다.

## 다른 행성의 판구조
지구형 행성에서 나타나는 판구조운동의 양상은 질량에 달려있다. 지구보다 질량이 큰 암석질 행성이 판구조운동을 보이는 것으로 알려져 있다. 지구는 판구조운동이 일어날 수 있는 임계질량을 겨우 넘는 경우로 보이는데, 이는 지각에 풍부하게 분포하는 물의 존재 때문인 것으로 여겨진다. 태양계의 경우 지구보다 질량이 큰 암석질 행성은 존재하지 않으므로, 현재 판구조운동이 일어나고 있음이 확인된 행성은 지구가 유일하다.

### 금성
금성에서는 판구조운동의 흔적을 찾을 수 없다. 과거에 이 행성에 판구조운동이 있었는가에 대한 증거는 논쟁의 여지가 있다. 가장 널리 받아들여지는 학설에 의하면, 금성의 암석권은 수억년에 걸쳐 두꺼워진 다음 짧은 시간동안 새로운 암석권으로 판갈이된다. 따라서 마지막 격변 이후에 남은 지각으로는 과거의 일을 재구성하기 어려워진다. 암석 표면의 방사성 원소 연대 측정결과가 없는 현재까지의 상황에서, 금성의 표면 연령에 대하여 그나마 믿을 만한 수치는 표면에 분포하는 충돌구의 수를 세어서 얻을 수 있다. 이 방법으로 추론된 금성 표면의 나이는 5억년에서 7억 5천만 년 사이에 대체로 분포하며 최고치는 12억 년이다. 이 결과로부터 금성 표면은 먼 과거에 최소한 한 번은 행성 전체의 표면이 완전히 새로 형성되는 과정을 겪었고, 그 시기는 충돌구 연대측정으로 얻은 시기 언저리쯤 되리라는 이론이 받아들여지게 되었다. 하지만 어느 정도 판의 이동이 있었다는 목소리도 있다.
금성에 판구조운동이 없는 이유에 대한 설명중의 하나는 금성의 표면 온도가 너무 높아서 충분한 양의 물이 존재할 수 없기 때문이라는 것이다. 지구의 지각에는 물이 스며들어 있어서 전단대의 발달에 중요한 역할을 한다. 지각에 약한 부분이 있어야 그 곳이 경계가 되어 판이 서로 다른 방향으로 이동하든지 할 수 있게 된다. 그러한 지각의 연성화가 금성에서는 물의 부재로 일어나지 않았기 때문에 금성에서는 판구조운동이 나타나지 않았을 수 있다. 하지만 연구자들 중에는 금성에서도 판구조활동이 있거나 있었다고 생각하는 사람들이 있다.

### 화성
금성과는 달리 화성의 지각에는 물이 포함되어있다. 이 행성은 지구에 비하여 상당히 작지만, 유사한 형태의 판구조활동의 흔적으로 볼 수 있는 것들이 있다. 타르시스 지역의 거대화산들은 지구의 호상열도처럼 일렬로 늘어서 있다. 마리너스 협곡은 판의 벌어짐에 의해 형성되었을 수도 있다.
마스 글로벌 서베이어 탐사선이 1999년에 화성의 자기장을 관측하였다. 그로부터 거대 규모의 지자기 띠가 발견되었다. 이러한 자화 무늬를 설명하기 위하여 적어도 한 때는 이 행성에 판구조운동과 비슷한 활동이 있었다는 주장이 제기되었다.

### 갈릴레이 위성
목성의 위성 중의 몇몇은 판구조활동에 관련된 것과 비슷한 형태의 변형 흔점들을 보이나, 물질이나 각 위성마다의 기작은 지구와는 다른 것 같아 보인다.

### 타이탄
토성의 가장 큰 위성인 타이탄의 경우, 호이겐스 탐사선으로부터 얻어진 수치고도정보로부터 판구조활동이 있을 수도 있음이 보고된 적이 있다.

## 같이 보기
- 판
- 슈퍼지구